# Готфрід фон Хаберлер
Готфрід фон Хаберлер (нім. Gottfried von Haberler, 20 липня 1900, Пуркерсдорф, поблизу Відня — 6 травня 1995, м. Вашингтон) — австрійсько-американський економіст Австрійської школи, професор з міжнародної торгівлі Гарвардського університету, президент Американської економічної асоціації та Міжнародної економічної асоціації, науковий співробітник Американського інституту підприємництва (англ. AEI).

## Біографія
Хаберлер народився в Австро-Угорщині в 1900 році і здобув освіту в Австрійській економічній школі.
Отримав ступінь бакалавра за юридичною спеціальністю у 1923 році, а пізніше — доктора за економічною спеціальністю (1925) у Віденському університеті. Там він приєднався до відомої і впливової групи економістів, широко відомої як «Австрійська школа», в яку входили Фрідріх Гаєк, Людвіг фон Мізес, Фріц Махлуп і Оскар Моргенштерн. З точки зору економічного світогляду, Хаберлера часто, хоча і не дуже точно, характеризують як монетариста або навіть «праворукого кейнсіанця». У 1927—1929 роках стажувався у Великій Британії та США за рахунок стипендії від фонду Рокфеллера.
У 1928 році він почав викладати у Віденському університеті. У 1932 році покинув Австрію, щоб читати лекції в Гарвардському університеті. У 1934—1936 роках працював в Лізі Націй в Женеві. З 1936 року і аж до виходу на пенсію (1971) викладав в Гарвардському університеті. Там він працював разом з Йозефом Шумпетером.
Огляд теорій економічного циклу, розроблений Хаберлером у 1937 році, містить різку критику загальної теорії Кейнса. Він був прихильником теорії циклу про черезмірні інвестиції, як у Гаєка.
Президент Міжнародної економічної асоціації (1950—1953).
У 1957 році в рамках проєкту Генеральної угоди з тарифів і торгівлі (англ. General Agreement on Tariffs and Trade) Хаберлера призначили відповідальним за складання звіту про умови торгівлі сировинними товарами. У ньому вказується, що умови торгівлі для виробників сирої продукції стали гіршими: з 1955 року ціни на сировинні товари зменшились на 5 %, а ціни на промислові товари зросли на 6 %. Звіт Хаберлера, на перший погляд, схожий своїми ідеями до написаного Раулем Пребішем у 1949 році, а також Гансом Зінгером у 1950 році. Однак, коли в 1964 році Пребіш опублікував другий звіт для Конференції Організації Об'єднаних Націй з торгівлі та розвитку, Хаберлер засудив його.
Президент Американської економічної асоціації з 1963 року.
Хаберлер цікавився не лише економікою, але й політикою. З самого початку він був постійним прихольником як вільної торгівлі, так і гнучких обмінних курсів, захищав монетаристську лінію у внутрішній політиці правління. У 1971 році Хаберлер покинув Гарвард, щоб стати науковим співробітником Американського інституту підприємництва, разом зі своїм однокласником Фрицом Махлупом.
Лауреат премії Б. Хармса (1972).
Одним з його головних внесків було переформулювання Рікардіанської ідеї порівняльної переваги в неокласичних рамках, відмова від трудової теорії вартості для концепції альтернативних витрат.(1982)
Його дружина, Фридеріка Каан Хаберлер, померла в 1991 році. Серед тих, що вижили — сестра Марія Хаберлер з Ліхтенштейну і кілька племінниць.
У 1995 році Хаберлер помер у власному домі у Вашингтоні від дихальної недостатності, спричиненої пневмонією, яка була ускладненою хворобою Паркінсона.

## Економічна діяльність
Готфрід Хаберлер був одним з перших економістів, який  обгрунтував вищу продуктивність та загальні переваги «вільної» (політично необмеженої) міжнародної торгівлі з точки зору сучасної суб'єктивної теорії вартості. Він також розробив підхід до аналізу циклічних підйомів та спадів, який базувався на синтезі докейнсіанських теорій ділового циклу. При цьому він особливо виділяв причинну роль політичних маніпуляцій з грошовою масою.
Будучи всесвітньо відомим і впливовим експертом у цих сферах, Хаберлер майже завжди  активно виступав проти протекціоністських, інфляційних програм та політики, що відстоювались багатьма його колегами-економістами та були прийняті урядами менш розвинених країн, західних змішаних економік у післявоєнний період.
Однак, на відміну від кейнсіанських економістів, які виступали за «керівні принципи» (засоби контролю за заробітною платою та цінами) у якості інструменту контролю за «інфляцією», Хаберлер підтримував положення про те, що стійке зростання загального рівня цін не може відбутися без збільшення грошової маси.  Він рішуче виступав проти будь-якого передбачуваного засобу правового захисту, що включає політичне втручання, спотворення процесу ціноутворення та розподілу ресурсів на ринку. Натомість Хаберлер прописав політику стримування зростання грошової маси в поєднанні з вільною ринковою мікроекономічною політикою, спрямованою на кардинальне зменшення або ліквідацію монопольної влади профспілок, а також бізнес-організацій. Ці останні політики включали подальшу лібералізацію міжнародної торгівлі, дерегуляцію вітчизняних виробництв, скасування мінімальної заробітної плати, скасування законів «про переважну заробітну плату», які передбачають, що уряд купує лише у тих фірм, які виплачують заробітну плату; припинення соціального забезпечення та субсидій на безробіття страйкуючим працівникам, а також скасування спеціальних юридичних привілеїв та імунітетів, якими користуються профспілки.

## Твори
- Der Sinn der Indexzahlen  (1927)
- Irving Fisher's «Theory of Interest»  (1931)
- Money and the Business Cycle (1932)
- Der Internationale Handel (1933)
- The Theory of International Trade (1935)
- Mr. Keynes' theory of the «multiplier» (1936)
- Prosperity and Depression: A theoretical analysis of cyclical movements (1937).
- The market for foreign exchange and the stability of the balance of payments a theoretical analysis (1949)
- Some problems in the pure theory of international trade (1950)
- The Pigou Effect once more (1952)
- International Trade and Economic Development (1959).
- Integration and Growth of the World Economy in Historical Perspective (1964)
- Money in the International Economy (1965).
- Inflation: Its Causes and Cures (1960)
- U.S. Balance-of-Payments Policies and International Monetary Reform: A Critical Analysis (1968)
- Income Policy and Inflation (1971)
- Economic Growth and Stability (1974)
- Two essays on the future of the international monetary order (1974)
- World Economy and the Great Depression (1976)
- The Problem of Stagflation: Reflections on the Microfoundation of Macroeconomic Theory and Policy (1985)
- Essays by Gottfried Haberler (1985)
- Liberal Economic Order (1993)